# Wały (wzniesienie)
Wały (niem. Schanzlade, 445 m n.p.m.) – wzniesienie w południowo-zachodniej Polsce, na Pogórzu Wałbrzyskim, w Sudetach.
Wzniesienie przy granicy Książańskiego Parku Krajobrazowego, pomiędzy wsiami Jaskulin na północy, Cieszów na południu a Chwaliszów na zachodzie. Minimalnie góruje nad szczytem Czartki na zachodzie a wzniesieniem Gołąźnia na wschodzie.